# Chloantheae
Chloantheae, tribus medićevki smještden u potporodicu Prostantheroideae. Sastoji se od 13 rodova, a ime je dobila po rodu australskih polugrmova i grmova, Chloanthes.

## Rodovi
1. Tribus Chloantheae Benth. & Hook.f.
  1. Brachysola Rye (2 spp.)
  2. Apatelantha T.C.Wilson & Henwood (5 spp.)
  3. Physopsis Turcz. (2 spp.)
  4. Newcastelia F.Muell. (9 spp.)
  5. Lachnostachys Hook. (5 spp.)
  6. Muniria N.Streiber & B.J.Conn (4 spp.)
  7. Dasymalla Endl. (5 spp.)
  8. Quoya Gaudich. (8 spp.)
  9. Pityrodia R.Br. (20 spp.)
  10. Dicrastylis J.L.Drumm. ex Harv. (31 spp.)
  11. Cyanostegia Turcz. (5 spp.)
  12. Hemiphora (F.Muell.) F.Muell. (5 spp.)
  13. Chloanthes R.Br. (4 spp.)